# Unione Ginnastica Goriziana Hockey 1980-1981
Questa voce raccoglie le informazioni riguardanti l'Unione Ginnastica Goriziana Hockey nelle competizioni ufficiali della stagione 1980-1981.

## Maglie e sponsor
Lo sponsor ufficiale per la stagione 1980-1981 fu la Atro.
| 1ª divisa |

## Rosa
| N° | Naz.              | Ruolo | Sportivo         |  |  |  |
| -- | ----------------- | ----- | ---------------- |  |  |  |
|    | Italia (bandiera) | E     | Marco Antonini   |  |  |  |
|    | Italia (bandiera) | E     | Gianni Brandolin |  |  |  |
|    | Italia (bandiera) | E     | Claudio Figar    |  |  |  |
|    | Italia (bandiera) | E     | Tonino Lepore    |  |  |  |
|    | Italia (bandiera) | P     | Livio Parasuco   |  |  |  |
|    | Italia (bandiera) | E     | Marzio Vidoz     |  |  |  |

- Allenatore:  ?